# Teanina
La teanina è un amminoacido che si trova comunemente nel tè (infuso di Camellia sinensis). È correlata alla glutammina, e può attraversare la barriera emato-encefalica.
Per questo motivo, ha delle proprietà psicoattive.
Da non confondere con la teina, sinonimo di caffeina.

## Effetti sul cervello
È stato dimostrato che la teanina riduce lo stress mentale e fisico, 
può produrre una sensazione di rilassamento
e migliora la sfera cognitiva e caratteriale se assunta in combinazione con caffeina.
Si pensa che la teanina incrementi i livelli di dopamina nel cervello e ha affinità micromolari per i recettori AMPA, Kainato e NMDA. Il modo in cui la teanina interagisca con i livelli di serotonina è ancora materia di dibattito nella comunità scientifica..
È stato inoltre scoperto che iniettando teanina in topi spontaneamente ipertesi, questa abbassava i livelli di 5-idrossiindoli nel cervello. 
I ricercatori pensano che la teanina possa inibire la eccitotossicità dell'acido glutammico. Infine la teanina promuove la produzione di onde alfa cerebrali.
Dosi estremamente elevate, anche ripetute, di teanina causano effetti non dannosi oppure non causano effetti fisici e psichici. Su ratti da laboratorio, la teanina ha mostrato effetti neuroprotettivi.

## Effetti sul sistema immunitario
La L-teanina potrebbe migliorare la risposta immune dell'organismo alle infezioni potenziando l'attività dei linfociti T gamma delta.
Non esistono studi sull'uso in gravidanza anche se gli studi di teratogenicità (fonte Toxnet) non hanno segnalato effetti mutageni.

## Il parere della EFSA (Autorità Europea per la Sicurezza Alimentare)
Nel 2011 l'EFSA è intervenuta con un parere scientifico sulle presunte proprietà della L-teanina (miglioramento delle funzioni cognitive, alleviamento dello stress psicologico, mantenimento di condizioni normali del sonno, riduzione dei dolori mestruali) e ha concluso che allo stato non c'è evidenza scientifica di una relazione causa-effetto tra l'assunzione della L-teanina e i benefici indicati.